# فيليب هيل
فيليب هيل (بالإنجليزية: Phillip Hill)‏ هو عازف قيثارة أمريكي، ولد في 3 نوفمبر 1972 في ناشفيل في الولايات المتحدة.

## وصلات خارجية
- فيليب هيل على موقع ميوزك برينز (الإنجليزية)
- فيليب هيل على موقع ديسكوغز (الإنجليزية)